# TV Midtvest
TV Midtvest er en regional tv-station under TV 2 med hovedsæde i Holstebro og sender regionale nyheder og aktualitetsprogrammer. Tv-stationens dækningsområde er de gamle Ringkjøbing og Viborg amter, hvis befolkning udgør 521.000 indbyggere.

## Historie
TV Midtvest blev formelt oprettet 1. november 1988 og sendte sin første udsendelse 1. oktober 1989. I begyndelsen havde tv-stationens direktør Ivar Brændgaard kontor på amtsgården i Viborg, imens det blev undersøgt, hvor hovedsædet skulle placeres. Der var i begyndelsen tanker om at placere TV Midtvest ved siden af de næsten nyoprettede Medieskoler i Viborg. Udover Viborg ønskede også Herning og Holstebro at huse stationen. Valget faldt til sidst på Holstebro, hvorefter Ivar Brændgaard flyttede sit kontor til Holstebro Rådhus. Senere tog tv-stationen en nyopført bygning i brug ved siden af Vandkraftsøen i Holstebro, imens der blev oprettet en mindre lokalredaktion på Skottenborg 8 i Viborg.
I de første mange år var tv-stationens navn TV/Midt-Vest, men det blev i 2013 ændret til TV Midtvest, ligesom tv-stationens logo ændredes til tvmv (med små bogstaver).
Efter næsten 28 år som direktør gik Ivar Brændgaard 1. august 2016 på pension. Direktøren er nu Lone Sunesen.

## TV Midtvest i dag
TV Midtvest sender i dag nyheder fem gange dagligt på hverdage: 12.30, 17.15, 18.20 og hovedudsendelserne kl. 19.30 og 22.00. Derudover har TV Midtvest siden 2012 ligesom de øvrige TV2 regioner sendt deres egen 24-timers kanal på en separat frekvens. Denne 24-timers kanal har mellem 2014 og 2018 haft navnet TV Midtvest Mokka, men Mokka-navnet blev fjernet i april 2018, så kanalen nu blot hedder TV Midtvest.
TV Midtvest udgiver desuden dagligt nyhedsartikler og udsendelser på sin hjemmeside, på en nyhedsapp TV Midtvest og streamingapp TV Midtvest Play.
Tv-stationen er en økonomisk og juridisk selvstændig institution finansieret af licensmidler. Den er uafhængig af TV2, men TV Midtvest og de øvrige regionale tv-stationer samarbejder tæt med TV2. TV Midtvest får til investeringer støtte fra støtteforeningen TV Midtvest Plus.